# The Rumbling
«The Rumbling» es una canción grabada por la banda japonesa de metal SiM, lanzada digitalmente a través de la discográfica Pony Canyon. La versión de televisión fue publicada el 10 de enero de 2022, mientras que la versión completa se lanzó el 7 de febrero del mismo año. La canción se utilizó como tema de apertura de la última temporada de la serie de anime Shingeki no Kyojin.

## Antecedentes y lanzamiento
La canción fue el primer sencillo que se publicó tras el cambio de sello de la banda a Pony Canyon y se utilizó como tema de apertura del anime Attack on Titan: The Final Season Part 2. La fecha de lanzamiento de «The Rumbling» no se anunció con anticipación, pero la versión de televisión se publicó sin previo aviso el 9 de enero de 2022, el día en que se emitió el primer episodio del anime. Más tarde se anunció que la versión completa de la canción se lanzaría digitalmente el 7 de febrero de 2022.

## Composición y letras
«The Rumbling» fue escrito íntegramente en inglés, en la tonalidad de fa menor y está ambientado en un tempo común de 145 PPM. Fue compuesta por la banda y la letra fue escrita por su vocalista Mah para el anime mencionado anteriormente. La canción ha sido descrita como una canción de metalcore con elementos de power metal y cuerdas pesadas.

## Éxito comercial
La canción se convirtió en la de mayor éxito comercial de SiM, debutando en el n.º 3 de la lista de US Hot Hard Rock Songs, en el n.º 15 de la lista US Hard Rock Digital Song Sales, en el n.º 30 de la lista US Rock Songs y en el n.º 23 de la lista UK Rock & Metal Singles Chart en su primera semana. La semana siguiente alcanzó el primer puesto en Hot Hard Rock Songs y la posición 23 en Rock Songs. La canción también entró en la lista US Hard Rock Streaming Songs en el puesto 18 el 27 de enero de 2022 con más de 2.1 millones de reproducciones en Estados Unidos.

## Lista de canciones
| The Rumbling - Versión de TV |                          |          |  |
| N.º                          | Título                   | Duración |  |
| 1.                           | «The Rumbling (TV size)» | 1:30     |  |

| The Rumbling - Versión completa |                |          |  |
| N.º                             | Título         | Duración |  |
| 1.                              | «The Rumbling» | 3:40     |  |

## Personal
SiM
- MAH  – voz, letras
- SHOW-HATE – guitarras, teclado, coro
- SiN – bajo, coro
- GODRi – batería, coro

## Posicionamiento en listas
| Lista (2022)                                            | Mejor posición |
| ------------------------------------------------------- | -------------- |
| Reino Unido (OCC Rock & Metal Singles)                  | 23             |
| Estados Unidos (Billboard Hard Rock Digital Song Sales) | 15             |
| Estados Unidos (Billboard Hot Hard Rock Songs)          | 1              |
| Estados Unidos (Billboard Hot Rock & Alternative Songs) | 19             |